# Louis Mandrin

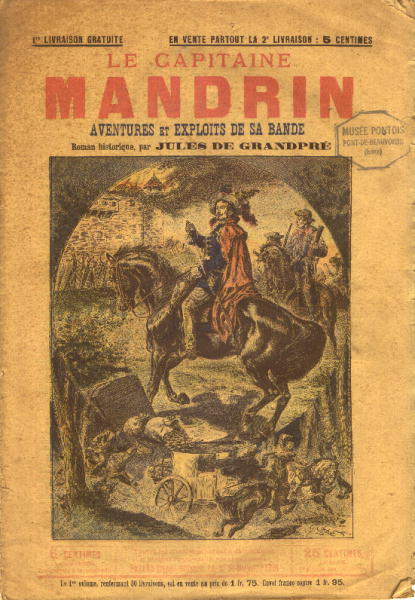
Jugendbuch: Le Capitaine Mandrin

Louis Mandrin (* 11. Februar 1725 in Saint-Étienne-de-Saint-Geoirs; † 26. Mai 1755 in Valence) war ein Räuberhauptmann und Schmuggler in der französischen Dauphiné zur Zeit des Ancien Régime. Er wurde am 26. Mai 1755 in Valence hingerichtet.
Mandrins Leben wurde zum Stoff für zahlreiche Bearbeitungen in Literatur, Oper und Film. In den französischen Gebieten Savoyen und Dauphiné gilt Mandrin, dessen bevorzugte Opfer die Beamten der königlichen französischen Steuerbehörde (Ferme générale) waren, noch heute als Volksheld. Nach ihm sind mehrere Höhlen benannt, z. B. die Grotte Mandrin bei Malataverne und die Grotte de Mandrin bei Grenoble.